# Coupe de la Martinique
La Coppa della Martinica (fr: Coupe de la Martinique) è il principale torneo ad eliminazione diretta della Martinica. La competizione fu creata nel 1953.

## Albo d'oro
- 1953 : Golden Star de Fort-de-France
- 1954 : Club Franciscain
- 1955 : Club Colonial de Fort-de-France
- 1956 : Good Luck de Fort-de-France
- 1957 : Golden Star de Fort-de-France
- 1958 : Golden Star de Fort-de-France
- 1959 : Club Colonial de Fort-de-France
- 1960 : US Robert
- 1961 : US Robert
- 1962 : Club Colonial de Fort-de-France
- 1963 : Golden Star de Fort-de-France
- 1964 : Assaut de Saint-Pierre

- 1965 : Assaut de Saint-Pierre
- 1966 : Assaut de Saint-Pierre
- 1967 : Assaut de Saint-Pierre
- 1968 : Assaut de Saint-Pierre
- 1969 : Club Franciscain
- 1970 : Golden Star de Fort-de-France
- 1971-72 : sconosciuto
- 1973 : Good Luck de Fort-de-France
- 1974 : Good Luck de Fort-de-France
- 1975-76 : sconosciuto
- 1977 : CS Case-Pilote
- 1978 : Racing Club de Rivière-Pilote

- 1979 : Good Luck de Fort-de-France
- 1980 : Club Colonial de Fort-de-France
- 1981 : Racing Club de Rivière-Pilote
- 1982-85 : sconosciuto
- 1986 : Club Franciscain
- 1987 : Club Franciscain
- 1988-89 : sconosciuto
- 1990 : Club Franciscain
- 1991-94 : sconosciuto
- 1995 : Aiglon du Lamentin
- 1996 : Aiglon du Lamentin

| 1997 | Rapid Club             | 2-0                 | US Robert                       |
| 1998 | Club Franciscain       | 4-3 (dts)           | Aiglon du Lamentin              |
| 1999 | Club Franciscain       | ?                   | ?                               |
| 2000 | Assaut de Saint-Pierre | 2-2 (dts) 4-2 (dts) | Club Franciscain                |
| 2001 | Club Franciscain       | 2-1                 | Réveil Sportif de Gros-Morne    |
| 2002 | Club Franciscain       | 1-0                 | Racing Club de Rivière-Pilote   |
| 2003 | Club Franciscain       | 1-0                 | New Club                        |
| 2004 | Club Franciscain       | 2-2 (13 - 12 dcr)   | US Robert                       |
| 2005 | Club Franciscain       | 5-1                 | Club Colonial de Fort-de-France |
| 2006 | CS Case-Pilote         | 1-0                 | Gri-Gri Pilotin                 |
| 2007 | Club Franciscain       | 4-1                 | Samaritaine                     |
| 2008 | Club Franciscain       | 2-1                 | Golden Star de Fort-de-France   |
| 2009 | Aiglon du Lamentin     | 2-0                 | Club Franciscain                |
| 2010 | CS Case-Pilote         | 2-1                 | Rapid Club                      |
| 2011 | RC Rivière-Pilote      | 2-2 (5 - 4 dcr)     | Golden Lion FC                  |
| 2012 | Club Franciscain       | 2-1                 | Essor-Préchotain                |
| 2013 | RC Rivière-Pilote      | 2-1                 | Club Franciscain                |

## Titoli per squadra
| Club                           | Vittorie |
| ------------------------------ | -------- |
| Club Franciscain (Le François) | 14       |
| Assaut (St. Pierre)            | 6        |
| Club Colonial                  | 5        |
| Golden Star                    | 5        |
| Good Luck                      | 4        |
| Aiglon du Lamentin             | 3        |
| Case Pilote                    | 3        |
| Rivière-Pilote                 | 2        |
| Robert                         | 2        |